# لوك جيمس (مغني)
لوك جيمس (بالإنجليزية: Luke James)‏ هو مغني ومغن مؤلف أمريكي، ولد في 13 يونيو 1983 في نيو أورلينز في الولايات المتحدة.

## وصلات خارجية
- الموقع الرسمي
- لوك جيمس على موقع IMDb (الإنجليزية)
- لوك جيمس على موقع ميوزك برينز (الإنجليزية)
- لوك جيمس على موقع ميوزك برينز (الإنجليزية)
- لوك جيمس على موقع ديسكوغز (الإنجليزية)
- لوك جيمس على موقع قاعدة بيانات الفيلم (الإنجليزية)